# Palazzo del Duca di Palmela
Il Palazzo del Duca di Palmela (Palácio do Duque de Palmela in portoghese), è una storica residenza estiva situata nella località balneare di Cascais in Portogallo, costruita per il duca e la duchessa di Palmela nel 1874.

## Storia
Il Palazzo del Duca di Palmela venne costruito come residenza estiva alla fine del XIX secolo quando Cascais divenne la località di villeggiatura estiva della famiglia reale portoghese e, di conseguenza, della corte portoghese. La villa era una delle più grandi tra quelle fatte realizzare dalla nobilità portoghese a quel tempo. Sorta sul sito dell'abbandonato forte di Nostra Signora della Concezione (Forte de Nossa Senhora da Conceição in portoghese), acquistato dalla famiglia dei Palmela dallo Stato nel 1868 (o nel 1869). L'accordo firmato con lo Stato obbligava gli acquirenti a mantenere intatta la linea di fuoco della costa di Cascais, assicurando così che il nuovo edificio potesse essere utilizzato a scopi militari in caso di guerra.
I progetti della residenza vennero consegnati nel 1873 e i lavori di costruzione iniziarono al fine di quell'anno o all'inizio del 1874. Progettato da un architetto inglese, Thomas Henry Wyatt, l'edificio risentiva parecchio dello stile neogotico britannico e venne realizzato in pietra locale. La vista e la vicinanza al mare è ben sfuttata dalla presenza di diversi porticati e finestre a golfo. La pianta è volutamente asimmetrica, volendo dare l'idea di un'antica dimora successivamente restaurata piuttosto che di una nuova realizzazione. Negli anni 80 dell'Ottocento l'edificio venne rimaneggiato dall'architetto José António Gaspar con l'obiettivo di creare spazio per una cappella. Tuttavia, i lavori fatti vennero ritenuti inadeguati e il duca di Palmela affidò a José Luís Monteiro la direzione di nuovi lavori tra il 1890 e il 1895.
Sotto la stretta supervisione della duchessa venne creato un parco nell'area circostante il palazzo, ben piantumato e con alcuni laghetti artificiali. Il parco ospita un raro, per il Portogallo, esemplare di pino delle Canarie. Le dimensioni odierne del parco sono state ridotte per permettere il passaggio, a partire dal 1889, della linea ferroviaria che collega Cascais a Lisbona.